# Mari Trini
Mari Trini, rozená María Trinidad Pérez de Miravete Mille, (12. července 1947 Caravaca de la Cruz – 6. dubna 2009 Murcia) byla španělská zpěvačka populární hudby. Nahrála 25 hudebních alb, mnohdy velmi úspěšných (jako např. Escúchame). Během své kariéry prodala přes 10 miliónů hudebních nosičů. Pro svůj pěvecký projev byla srovnávána s Édith Piaf. Zemřela 6. dubna 2009 v nemocnici Morales Meseguer ve městě Murcia.

## Život a kariéra
Narodila se 12. července 1947 v Caravaca de la Cruz, Murcia, jako první ze čtyř sourozenců do nehudební rodiny. Její dětství poznamenal chronický zánět ledvin, kterým trpěla od svých šesti let. Strávila šest let na lůžku a po skončení léčby kortikoidy se potýkala s jejími následky. Již v té době se zajímala o hudbu. Začátkem 60. let složila svou první píseň Mi pájaro, tehdy ještě bez valného úspěchu. Během rekonvalescence se učila hrát na kytaru a skládala své první písně.
Po vyléčení se jako dospívající spolu s rodinou přestěhovala do Madridu. Doufala, že se jí zde podaří prosadit jako zpěvačka populární hudby. Zpívala a hrála na kytaru v nočním klubu Nicha's v ulici Avenida de América, jehož majitelem byl režisér Nicholas Ray. Ten přesvědčil začínající zpěvačku k odjezdu Londýna, kde se jeho přičiněním věnovala studiu herectví. Nicholas Ray jí slíbil roli ve filmu, k natáčení ale nedošlo. Během pobytu v Londýně účinkovala v několika pořadech v rozhlase i v televizi, účastnila se kurzů, jež vedl Peter Ustinov a seznámila se s umělci, jako byli Roman Polanski, James Mason, Marlene Dietrich a Paul McCartney.
V roce 1963 Mari Trini se přestěhovala do Paříže, kde se seznámila mimo jiné i s J. Brelem. Zde zahájila kariéru zpěvačky a dosáhla prvních úspěchů. Podepsala první smlouvu s nahrávací společností a natočila několik svých skladeb ve francouzštině. Po pěti letech strávených ve Francii se v souvislosti se smrtí svého otce v roce 1967 vrátila do Španělska. Natočila album s písněmi autorů jako Luis Eduardo Aute, Juan Carlos Calderón a Patxi Andión. Skutečného úspěchu dosáhla až druhým albem Amores, jež se drželo na předních místech prodejních žebříčků po celý rok. V následujícím roce, v roce 1971, se albem Escúchame zařadila již mezi populární španělské zpěvačky.
Mari Trini přinesla do španělské hudby francouzskou píseň v podobě několika balad, jako např. v roce 1972 Yo no soy esa. V roce 1975 se s úspěchem zúčastnila festivalu Festival y Muestra de la Canción Española, který se konal na Mallorce. Začátkem roku 1976 zahájila turné po španělsky mluvících zemích; její hudební alba se prodávala v té době ve více než dvaceti zemích Latinské Ameriky. Za své dosavadní nahrávky byla oceněna zlatou deskou, již převzala z rukou Rafaela Trabucchelliho.
Ve své kariéře pokračovala úspěšně i v osmdesátých letech. V roce 1981 vydala album Oraciones de amor, o rok později pak album Una estrella en mi jardín. Titulní píseň alba se zařadila k jejím největším úspěchům.
V devadesátých letech prožívala z hlediska své kariéry nevyrovnané období. Navzdory vydání třech alb trávila toto období po většinu času v ústraní. Své poslední album nahrála spolu s Los Panchos v roce 2001. Na albu interpretuje své známé písně v nových aranžích a za počet ve Španělsku prodaných kopií byla oceněna zlatou deskou. V roce 2005 vydala výběrové dvojalbum svých největších hitů. V posledních letech života zpěvačku sužovaly zdravotní potíže, v roce 2004 se podrobila nefrektomii. Rok 2008 trávila nedaleko města Murcia. Psala sbírku básní a připravovala koncert jako rozloučení s kariérou. 6. dubna 2009 však zpěvačka zemřela ještě před uskutečněním plánovaného koncertu.

## Diskografie
- Mari Trini, 1969
- Amores, 1970
- Escúchame, 1971
- Ventanas, 1973
- L'automne, 1973
- ¿Quién?, 1974
- Canta en francés, 1975
- Transparencias, 1975
- Como el rocío, 1976
- El tiempo y yo, 1977
- Solo para ti, 1978
- A mi aire, 1979
- Oraciones de amor, 1981
- Una estrella en mi jardín, 1982
- Mari Trini, 1984
- Diario de una mujer, 1984
- En vivo, 1985
- Quién me venderá, 1986
- En tu piel, 1987
- Espejismos, 1990
- Sus grandes éxitos, 1993
- Sin barreras, 1995
- Alas de cristal, 1996
- Mari Trini con los Panchos, 2001